# Далгатова, Саадат Гаджиевна
Саадат Гаджиевна Далгатова (урожд. Абдулаева) (род. 30 октября 1988 года, Махачкала Дагестан) — российская женщина-боксёр. Заслуженный мастер спорта России (2022), участница Олимпийских игр 2020 года, серебряный и бронзовый призёр чемпионата мира (2014, 2019), бронзовый призёр чемпионата Европы (2016), чемпионка мира среди военнослужащих (2021), чемпионка Всероссийской Спартакиады (2022) в любителях.

## Любительская карьера
Уроженка города Махачкала республики Дагестан . Первый тренер — Алексей Шахсинов. Живёт и тренируется в Москве (тренеры — А. Фролов, Д. Талибов Н .М , Лисицын В.В). Выступала за ЦСКА. В сборной команде России с 2012 года.

### Чемпионат мира по боксу среди женщин 2014
Серебряный призёр чемпионата мира 2014 года (до 69 кг). На пути к финалу Абдулаева победила соперниц из Казахстана, Украины и Франции. В финале уступила Атеине Байлон из Панамы.

### Чемпионат Европы 2016
Бронзовый призёр чемпионата Европы 2016 года (до 69 кг).

### Чемпионаты России
Чемпионка России (2012, 2015, 2016, 2017, 2019, 2020, 2021 — до 69 кг). Серебряный призёр чемпионата России (2013 — до 69 кг).

### Чемпионат мира по боксу среди женщин 2019
В 1/16 финала Предолимпийского чемпионата мира 2019 года, который состоялся в Улан-Удэ в октябре, Саадат победила монгольскую спортсменку Энхбаатарын Эрдэнэтуяа со счётом 5:0. В 1/8 финала она взяла верх над Надин Апетц из Германии (5:0). В 1/4 финала Абдуллаева обыграла американку Ошей Джонс раздельным решением (4:1). Российская спортсменка завершила этот чемпионат полуфинальным поединком, уступив турецкой спортсменке Бусеназ Сюрменели по раздельному решению судей. В результате на одиннадцатом чемпионате мира по боксу среди женщин она завоевала бронзовую медаль.

### Олимпийские игры 2020 года
В июне 2021 года прошла квалификацию на Олимпийские игры 2020 года.
В июле 2021 года участвовала в Олимпийских играх в Токио, но в 1/16 финала проиграла со счётом 1:4 боксёрше из Таиланда Байсон Маникон.
В конце сентября 2021 года стала чемпионкой на 58-м чемпионате мира среди военнослужащих в Москве (Россия) проведённого под эгидой Международного совета военного спорта, в финале единогласным решением судей победив бразильскую боксёршу Барбару Марию Сантос.

## Почётное звание
Приказом министра спорта № 109-нг от 8 августа 2015 года Саадат присвоено спортивное звание мастер спорта России международного класса.